# Assemblea nazionale (Libano)
L'Assemblea nazionale del Libano (in arabo مجلس النواب‎?, Majlis al-Nuwwāb, lett. "Assemblea dei deputati") è il parlamento monocamerale della Repubblica libanese, incaricato di gestire il potere legislativo.
I suoi 128 membri hanno mandato quadriennale e sono composti (dal 1989) per la metà da cristiani di varie confessioni (maggioritariamente maroniti, ma anche greci ortodossi e cattolici) e per un'altra metà da musulmani di varie correnti (sunniti, sciiti) e drusi. Viene presieduta da un musulmano sciita.
L'Assemblea nazionale, oltre a provvedere anche alla definizione della legge di bilancio, ha anche la funzione di eleggere il Presidente della Repubblica (che per il Patto Nazionale del 1943 deve essere un maronita) e vota la fiducia al governo (il cui Premier deve essere sunnita).

## Composizione
In base agli Accordi di Ta'if del 1989, che hanno modificato il Patto del 1943, l'Assemblea Nazionale è divisa a metà tra cristiani e musulmani, superando in tal modo la proporzione fissata nel 1943 di 5 cristiani ogni 4 musulmani.
Ciò è avvenuto senza che, tuttavia, sia mai stato fatto un computo scientifico dell'appartenenza religiosa dei cittadini libanesi, per il probabile timore che ciò avesse potuto guastare un equilibrio faticosamente raggiunto dopo anni di cruenta guerra civile, in cui hanno agito con subdola capacità d'ingerenza, non poche Potenze straniere (in primis la Siria, autorizzata ad intervenire militarmente, per porre termine ai combattimenti fratricidi e alle stragi di profughi palestinesi, sotto l'ufficiale dizione di Forza Araba di Dissuasione, divenuta poi col tempo una vera e propria forza d'occupazione ed accusata di essere la mandante di non pochi omicidi politici.

## Presidente dell'Assemblea
Il presidente dell'Assemblea nazionale deve appartenere alla comunità sciita libanese. Attualmente la carica è ricoperta da Nabih Berri, fondatore del movimento Amal. Egli dispone di un potere abbastanza forte nel delicato quadro degli equilibri costituzionali del Paese, legato alla sua capacità di assolvere a una funzione equilibratrice tra maroniti e sunniti.

## Circoscrizioni e sistema elettorale
Per quanto riguarda il Parlamento, i seggi dell'Assemblea in palio sono attribuiti in base sia ad un criterio geografico sia ad un criterio confessionale, attraverso una minuziosa ripartizione che cerca di riflettere gli equilibri demografici esistenti tanto a livello nazionale quanto a livello locale.

### Circoscrizione elettorali
Le circoscrizioni elettorali, ridisegnate nel 2000 dai siriani per svantaggiare i cristiani libanesi, sono contestata da questi ultimi e sono le seguenti:
| Governatorati     | Collegi elettorali              | Sciiti | Sunniti | Drusi | Alawiti | Maroniti | Greco-ortodossi | Greco-cattolici | Armeno-ortodossi | Altri cristiani | Totale |
| ----------------- | ------------------------------- | ------ | ------- | ----- | ------- | -------- | --------------- | --------------- | ---------------- | --------------- | ------ |
| Beirut (19)       | Beirut 1                        |        | 2       |       |         | 1        | 1               | 1               |                  | 1 1             | 6      |
| Beirut (19)       | Beirut 2                        | 1      | 2       |       |         |          | 1               |                 | 1                | 1 2             | 6      |
| Beirut (19)       | Beirut 3                        | 1      | 2       | 1     |         |          |                 |                 | 2                | 1 3             | 7      |
| Bekaa (23)        | Baalbek + Hermel                | 6      | 2       |       |         | 1        |                 | 1               |                  |                 | 10     |
| Bekaa (23)        | Zahlah                          | 1      | 1       |       |         | 1        | 1               | 2               | 1                |                 | 7      |
| Bekaa (23)        | Rashayā+Beqā' Ovest             | 1      | 2       | 1     |         | 1        | 1               |                 |                  |                 | 6      |
| Monte Libano (35) | Jbeil+Kisrawān                  | 1      |         |       |         | 7        |                 |                 |                  |                 | 8      |
| Monte Libano (35) | Nord Metn                       |        |         |       |         | 4        | 2               | 1               | 1                |                 | 8      |
| Monte Libano (35) | Ba'abda+Aley                    | 2      |         | 3     |         | 5        | 1               |                 |                  |                 | 11     |
| Monte Libano (35) | Shūf                            |        | 2       | 2     |         | 3        |                 | 1               |                  |                 | 8      |
| Nord Libano (28)  | Akkār, Dinniyeh, Bsharreh       |        | 5       |       | 1       | 3        | 2               |                 |                  |                 | 11     |
| Nord Libano (28)  | Tripoli, Zghorta, Batrūn, Kurah |        | 6       |       | 1       | 6        | 4               |                 |                  |                 | 17     |
| Sud Libano (23)   | Sidone, Tiro                    | 9      | 2       |       |         |          |                 | 1               |                  |                 | 12     |
| Sud Libano (23)   | Hasbayā, Nabatiyeh, Jezzin      | 5      | 1       | 1     |         | 2        | 1               | 1               |                  |                 | 11     |
| Totale (128)      | Totale (128)                    | 27     | 27      | 8     | 2       | 34       | 14              | 8               | 5                | 3               | 128    |

1 Protestanti;
2 Gruppi minori, cattolici di rito latino;
3 Armeno-cattolici.

### Sistema elettorale di redistribuzione
In seguito, i seggi sono distribuiti attraverso un sistema proporzionale a preferenze multiple.
In ogni collegio, ciascun elettore, indipendentemente dalla propria affiliazione religiosa, può esprimere tante preferenze quanti sono i seggi da assegnare per ciascun gruppo confessionale: ad esempio, nel collegio “Beirut 2”, l'elettore potrà esprimere una preferenza per il seggio sciita, due preferenze per i seggi sunniti, una preferenza per il seggio greco-ortodosso, una preferenza per il seggio armeno-ortodosso e una preferenza per il seggio riservato alle confessioni cristiane più piccole. In questo modo, i candidati in lizza devono cercare di ottenere il consenso non solo dei propri correligionari, ma della maggioranza degli elettori del collegio.
Questo sistema, concepito per promuovere gli esponenti più moderati in seno a ciascuna comunità, rischia, tuttavia, di penalizzare le confessioni numericamente minoritarie.

### Riforme della legge elettorale
Negli ultimi anni sono state avanzate richieste di riforma della legge elettorale, introducendo collegi elettorali più piccoli oppure attraverso la costituzione di un collegio unico nazionale con sistema a preferenza unica.
Nel settembre 2008 il parlamento ha approvato la nuova legge elettorale riformata, inserendo le seguenti modifiche:
- Aumento del numero dei collegi elettorali con distretti più piccoli;
- Svolgimento delle elezioni in un unico giorno;
- Silenzio elettorale nelle 24 ore precedenti un’elezione;
- Divieto di pubblicazione dei sondaggi nei dieci giorni prima del voto;
- Conteggio del voto dei Libanesi all'estero a partire dal 2013.